# Постумий Ебуций Хелва Корникен
Постумий Ебуций Хелва Корникен (на латински: Postumius Aebutius Helva Cornicen) e римски политик от 5 век пр.н.е..

## Биография
Произлиза от патрицианската фамилия Ебуции.
През 442 пр.н.е. става консул заедно с Марк Фабий Вибулан. Колонизира град Ардеа и се бие срещу волските. Образува се триумвират от Марк Ебуций Хелва, Тит Клоелий Сикул и Агрипа Менений за тази цел.
През 435 пр.н.е. той има успехи при Фидена като началник на конницата при диктатор Квинт Сервилий Структ Приск, който получава името Фидена.